# Pandemia de COVID-19 en Moquegua
La pandemia de COVID-19 en Moquegua, originada por el virus SARS-CoV-2, tuvo su primer caso documentado el 4 de abril de 2020. El brote se extendió a todo el departamento hacia el 10 de abril, cuando la provincia de Ilo fue la última en declarar tener presencia de infectados.
Hasta el 20 de julio de 2023, se registraron 64 926 casos y un saldo total de 1727 personas fallecidas.

## Cronología

### 2020: Brote inicial, crecimiento exponencial y primera ola

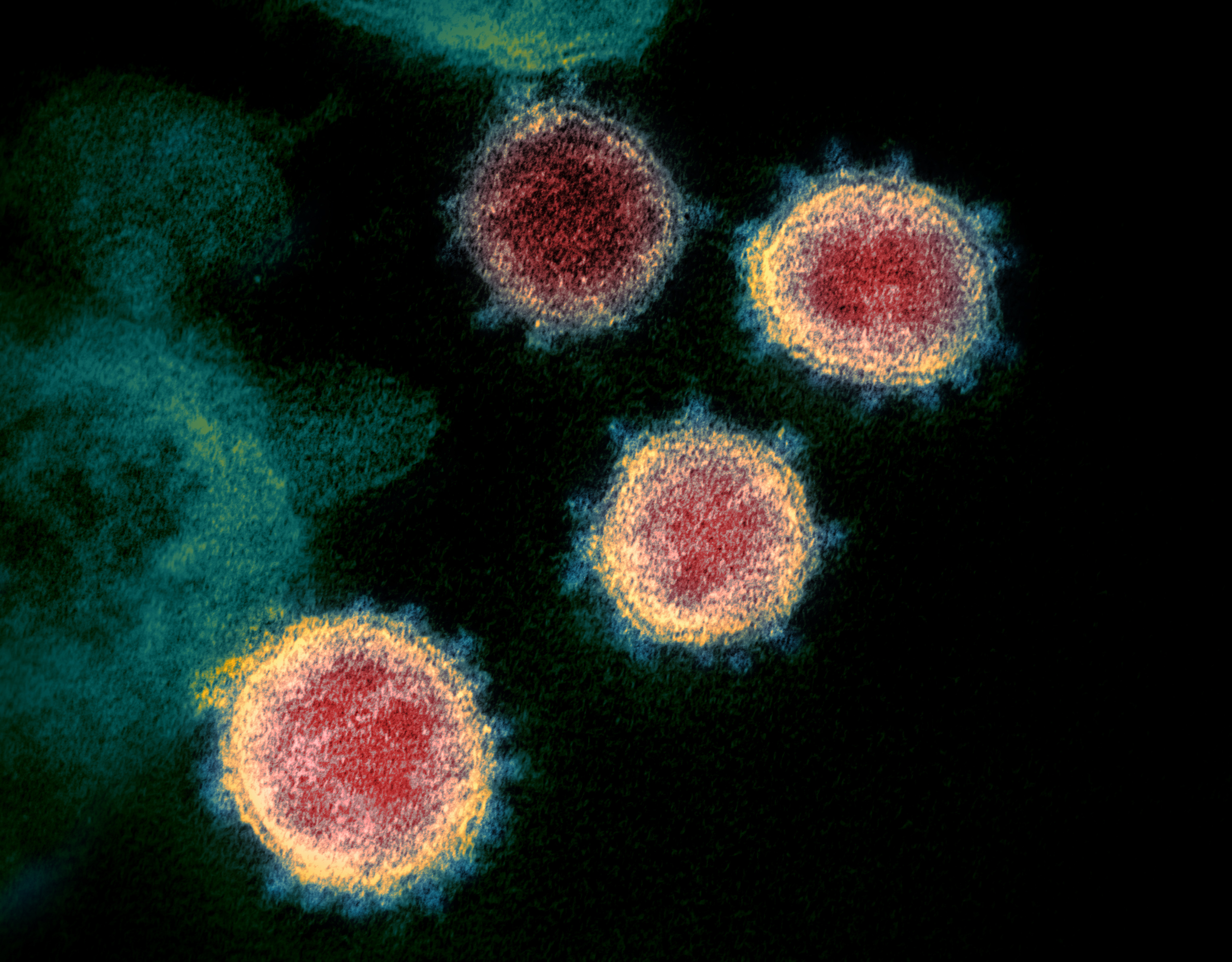
Imagen del SARS-CoV-2 captada a través de un microscopio electrónico de transmisión del Instituto Nacional de Alergias y Enfermedades Infecciosas.

Casos sospechosos
Primeros casos

### Principios de 2022: Tercera ola y aumento supersónico de casos
Una tercera ola de contagios a nivel nacional comenzó a finales de 2021, asociada a la llegada de la variante ómicron al país el 19 de diciembre. No fue hasta el 4 de enero de 2022 cuando Hernando Cevallos oficializó el comienzo de un nuevo auge pandémico. Tras ello, varias regiones empezaron a tomar medidas a fin de detectar la cepa más contagiosa conocida de la enfermedad. Moquegua no fue la excepción y a comienzos del nuevo año, la Diresa reforzó el diagnóstico temprano de casos COVID-19, ordenando la apertura de catorce puntos de descarte para la toma de exámenes de COVID-19 en las provincias de Mariscal Nieto e Ilo. Ese mismo día, el organismo confirmó la presencia de la cepa en un paciente de 24 años de acuerdo a un comunicado vespertino que emitieron. La información preliminar indicó que el enfermo, procedente de Lima, fue identificado en la provincia de Ilo. La institución precisó que de inmediato se activó el cerco epidemiológico según las disposiciones sanitarias establecidas. Para el 10 de enero, la Diresa amplificó a cuarenta el número de centros de tamizaje para COVID-19, contando con una capacidad de treinta y cinco mil pruebas moleculares para la detección de la enfermedad.

## Respuesta del gobierno
| 4 |                           |                       |                           | 008 |
| 5 |                           |                       |                           | 008 |
| 6 |                           |                       |                           | 008 |
| 7 |                           |                       |                           | 023 |
| 8 |                           |                       |                           | 023 |
| 9 |                           |                       |                           | 036 |
| 10 |                           |                       |                           | 036 |
| 11 |                           |                       |                           | 046 |
| 12 |                           |                       |                           | 046 |
| 13 |                           |                       |                           | 058 |
| 14 |                           |                       |                           | 058 |
| 15 |                           |                       |                           | 058 |
| 16 |                           |                       |                           | 076 |
| 17 |                           |                       |                           | 076 |
| 18 |                           |                       |                           | 076 |
| 19 |                           |                       |                           | 092 |
| 20 |                           |                       |                           | 092 |
| 21 |                           |                       |                           | 092 |
| 22 |                           |                       |                           | 105 |
| 23 |                           |                       |                           | 105 |
| 24 |                           |                       |                           | 105 |
| 25 |                           |                       |                           | 123 |
| 26 |                           |                       |                           | 123 |
| 27 |                           |                       |                           | 123 |
| 28 |                           |                       |                           | 131 |
| 29 |                           |                       |                           | 131 |
| 30 |                           |                       |                           | 144 |
| 31 |                           |                       |                           | 144 |
| 32 |                           |                       |                           | 144 |
| 33 |                           |                       |                           | 144 |
| 34 |                           |                       |                           | 149 |
| 35 |                           |                       |                           | 149 |
| 36 |                           |                       |                           | 151 |
| 37 |                           |                       |                           | 151 |
| 38 |                           |                       |                           | 152 |
| 39 |                           |                       |                           | 152 |
| 40 |                           |                       |                           | 159 |
| 41 |                           |                       |                           | 159 |
| 42 |                           |                       |                           | 163 |
| 43 |                           |                       |                           | 163 |
| 44 |                           |                       |                           | 167 |
| 45 |                           |                       |                           | 167 |
| 46 |                           |                       |                           | 168 |
| 47 |                           |                       |                           | 168 |
| 48 |                           |                       |                           | 174 |
| 49 |                           |                       |                           | 174 |
| 50 |                           |                       |                           | 179 |
| 51 |                           |                       |                           | 179 |
| 52 |                           |                       |                           | 179 |
| 2022 |                           |                       |                           |     |
| 1 |                           |                       |                           | 186 |
| 2 |                           |                       |                           | 002 |
| 3 |                           |                       |                           | 005 |
| 4 |                           |                       |                           | 005 |
| 5 |                           |                       |                           | 010 |
| 6 |                           |                       |                           | 010 |
| 7 |                           |                       |                           | 015 |
| 8 |                           |                       |                           | 015 |
| \| Gobierno de Francisco Sagasti: Nivel de alerta: Extremo Gobierno de Pedro Castillo: Nivel de alerta: Extremo \| Nivel de alerta: Muy alto \| Nivel de alerta: Alto \| Nivel de alerta: Moderado \| |                           |                       |                           |     |
| Gobierno de Francisco Sagasti: Nivel de alerta: Extremo Gobierno de Pedro Castillo: Nivel de alerta: Extremo                                                                                          | Nivel de alerta: Muy alto | Nivel de alerta: Alto | Nivel de alerta: Moderado |     |

| Gobierno de Francisco Sagasti: Nivel de alerta: Extremo Gobierno de Pedro Castillo: Nivel de alerta: Extremo | Nivel de alerta: Muy alto | Nivel de alerta: Alto | Nivel de alerta: Moderado |

## Respuesta médica

### Respiradores mecánicos
El brote por COVID-19 en el país ocasionó que los sistemas de salud de varios departamentos atravesaran un colapso sanitario, con lo cual las autoridades pertinentes tuvieron que emprender esfuerzos por la obtención de ventiladores mecánicos y otros insumos médicos a fin de poder superar la crisis de salud sin mayores dificultades. Hacia fines de abril, Moquegua contaba con 4 ventiladores mecánicos (3 de la Geresa y 1 de EsSalud) para la atención de los pacientes críticos de acuerdo con un reporte defensorial de actuación durante la emergencia sanitaria.

## Impacto

### Educación
2020: Cierre nacional
2021: Reapertura progresiva
2022: Retorno absoluto

«Aprendo en casa» fue la estrategia educativa a distancia que se empleó en los centros educativos estatales.

El 4 de julio, un brote originado en la Universidad Nacional de Moquegua (UNAM) - Sede Ilo afectó a 9 estudiantes. Ante esto, el campus activó protocolos de bioseguridad, reforzando medidas como el uso obligatorio de doble mascarilla o KN95 y la disposición de alcohol en gel en todos sus espacios. Un caso similar se reportó el 12 del mismo mes, cuando el Colegio Parroquial Juan XXIII de Moquegua informó que se había diagnosticado la enfermedad en alumnos y miembros de su plana docente. Esto obligó a las autoridades del centro educativo a suspender las labores presenciales, adoptando el sistema de educación virtual por 11 días. Al día siguiente, la DRE emitió un comunicado anunciando el adelanto de las vacaciones en toda la región teniendo efecto desde el 14 de julio. La medida fue aprobada a raíz de los brotes escolares y la sismicidad elevada que se registró en la jurisdicción en ese período.

### Penitenciario
| Penal de Moquegua | 232 ~ 265 | 65 | 1 | 1 | [ 15 ] [ 16 ] [ 17 ] |
| Total             | 232 ~ 265 | 65 | 1 | 1 |                      |